# Gonzalo Verdú
Gonzalo Cacicedo Verdú (Cartagena, 21 ottobre 1988) è un calciatore spagnolo, difensore svincolato.

## Caratteristiche tecniche
È un difensore centrale.

## Carriera
Cresciuto nel settore giovanile del FC Cartagena, ha trascorso i primi anni di carriera nelle serie inferiori del calcio spagnolo. Nel 2011 con l'Albacete ha esordito in Segunda División disputando l'incontro perso 4-2 contro lo Xerez. Dopo aver passato 9 stagioni tra la terza e la seconda divisione spagnola con Albacete, Osasuna B, Orihuela, Córdoba B, Guadalajara, Cartagena ed Elche, debutta nella Liga, con la squadra valenciana, il 26 settembre 2020 nella sconfitta per 0-3 contro la Real Sociedad.

## Statistiche

### Presenze e reti nei club
Statistiche aggiornate al 21 giugno 2023.
| Stagione         | Squadra          | Campionato       | Campionato | Campionato | Coppe nazionali | Coppe nazionali | Coppe nazionali | Coppe continentali | Coppe continentali | Coppe continentali | Altre coppe | Altre coppe | Altre coppe | Totale | Totale | Totale |
| Stagione         | Squadra          | Comp             | Pres       | Reti       | Comp            | Pres            | Reti            | Comp               | Pres               | Reti               | Comp        | Pres        | Reti        | Pres   | Reti   |        |
| ---------------- | ---------------- | ---------------- | ---------- | ---------- | --------------- | --------------- | --------------- | ------------------ | ------------------ | ------------------ | ----------- | ----------- | ----------- | ------ | ------ | ------ |
| 2010-2011        | Albacete         | SD               | 6          | 0          | CR              | 0               | 0               | -                  | -                  | -                  | -           | -           | -           | 6      | 0      |        |
| 2011-2012        | Osasuna B        | SDB              | 21         | 1          | -               | -               | -               | -                  | -                  | -                  | -           | -           | -           | 21     | 1      |        |
| 2012-2013        | Orihuela         | SDB              | 34         | 2          | CR              | 1               | 0               | -                  | -                  | -                  | -           | -           | -           | 35     | 2      |        |
| 2013-2014        | Córdoba B        | SDB              | 33         | 2          | -               | -               | -               | -                  | -                  | -                  | -           | -           | -           | 33     | 2      |        |
| 2014-2015        | Guadalajara      | SDB              | 33+4       | 2+0        | CR              | 1               | 0               | -                  | -                  | -                  | -           | -           | -           | 38     | 2      |        |
| 2015-2016        | FC Cartagena     | SDB              | 19         | 1          | CR              | 0               | 0               | -                  | -                  | -                  | -           | -           | -           | 19     | 1      |        |
| 2016-2017        | FC Cartagena     | SDB              | 32+3       | 3+0        | CR              | 1               | 0               | -                  | -                  | -                  | -           | -           | -           | 36     | 3      |        |
| Totale Cartagena | Totale Cartagena | Totale Cartagena | 54         | 4          |                 | 1               | 0               |                    | -                  | -                  |             | -           | -           | 55     | 4      |        |
| 2017-2018        | Elche            | SDB              | 32+5       | 5+0        | CR              | 4               | 1               | -                  | -                  | -                  | -           | -           | -           | 41     | 6      |        |
| 2018-2019        | Elche            | SD               | 38         | 2          | CR              | 0               | 0               | -                  | -                  | -                  | -           | -           | -           | 38     | 2      |        |
| 2019-2020        | Elche            | SD               | 36+4       | 3+0        | CR              | 0               | 0               | -                  | -                  | -                  | -           | -           | -           | 40     | 3      |        |
| 2020-2021        | Elche            | PD               | 33         | 0          | CR              | 0               | 0               | -                  | -                  | -                  | -           | -           | -           | 33     | 0      |        |
| 2021-2022        | Elche            | PD               | 19         | 0          | CR              | 4               | 1               | -                  | -                  | -                  | -           | -           | -           | 23     | 1      |        |
| 2022-2023        | Elche            | PD               | 16         | 1          | CR              | 2               | 0               | -                  | -                  | -                  | -           | -           | -           | 18     | 1      |        |
| Totale Elche     | Totale Elche     | Totale Elche     | 183        | 11         |                 | 10              | 2               |                    | -                  | -                  |             | -           | -           | 193    | 13     |        |
| Totale Carriera  | Totale Carriera  | Totale Carriera  | 368        | 22         |                 | 13              | 2               |                    | -                  | -                  |             | -           | -           | 381    | 24     |        |